# Soboš
Soboš est un village de Slovaquie situé dans la région de Prešov.

## Histoire
La première mention écrite du village date de 1414.

## Démographie

### Évolution de la population
| Année:               | 1994. | 2004.   | 2014.   | 2024.   |
| -------------------- | ----- | ------- | ------- | ------- |
| Nombre de personnes: | 144   | 132     | 140     | 141     |
| Différence:          |       | -8,33 % | +6,06 % | +0,71 % |

| Année:               | 2023. | 2024.   |
| -------------------- | ----- | ------- |
| Nombre de personnes: | 138   | 141     |
| Différence:          |       | +2,17 % |